# Streptocarpus parensis
Streptocarpus parensis är en tvåhjärtbladig växtart som beskrevs av Brian Laurence Burtt. Streptocarpus parensis ingår i släktet Streptocarpus och familjen Gesneriaceae. Inga underarter finns listade i Catalogue of Life.